# Campionat Mundial de Ral·lis del 2009
El Campionat Mundial de Ral·lis del 2009 fou la 37a temporada del Mundial de Ral·lis de la Federació Internacional d'Automobilisme (FIA). La temporada es compon de 12 ral·lis, essent la prova inaugural el Ral·li d'Irlanda el 30 de gener.

## Calendari
El Campionat es redueix de les quinze proves del 2008 a dotze, destacant-ne l'absència de ral·lis típics com el Ral·li Monte-Carlo, el Ral·li de Suècia o el Tour de Còrsega, ja que des de la FIA s'instaura la rotació de ral·lis, amb el que els ral·lis absents aquest any tindran presència el 2010 i alguns d'aquesta edició no en prendran part.
Pel Campionat Mundial de Ral·lis de producció tan sols valdran els ral·lis de Noruega, Xipre, Portugal, Argentina, Itàlia, Grècia, Austràlia i Gal·les, mentre que pel Campionat Mundial de Ral·lis júnior tan sols valdran els ral·lis de Xipre, Portugal, Argentina, Itàlia, Polònia, Finlàndia i Catalunya.
| Data                | Ral·li                |
| ------------------- | --------------------- |
| 30 gener - 1 febrer | Ral·li d'Irlanda      |
| 13-15 febrer        | Ral·li de Noruega     |
| 13-15 març          | Ral·li de Xipre       |
| 3-5 abril           | Ral·li de Portugal    |
| 24-26 abril         | Ral·li de l'Argentina |
| 22-24 maig          | Ral·li de Sardenya    |
| 12-14 juny          | Ral·li d'Acròpolis    |
| 26-28 juny          | Ral·li de Polònia     |
| 31 juliol - 2 agost | Ral·li de Finlàndia   |
| 4-6 setembre        | Ral·li d'Austràlia    |
| 2-4 octubre         | Ral·li Catalunya      |
| 23-25 octubre       | Ral·li de Gal·les     |

## Equips i pilots
Per la temporada 2009 prendran part al campionat 6 equips, destacant-ne la retirada respecte a l'any anterior dels equips Subaru World Rally Team i Suzuki World Rally Team degut a la crisi del sector automobilistic, deixant el Mundial amb tan sols dos equips oficials: Citroën World Rally Team i Ford World Rally Team. Tots els cotxes del campionat calçaran pneumàtic Pirelli.
- Citroën Total World Rally Team
  -  Sébastien Loeb
  -  Daniel Sordo
- BP Ford Abu Dhabi World Rally Team
  -  Mikko Hirvonen
  -  Jari-Matti Latvala
  -  Khalid Al-Qassimi
- Stobart VK M-Sport Ford Rally Team
  -  Urmo Aava
  -  Henning Solberg
  -  Matthew Wilson
  -  Krzysztof Holowczyc
- Citroën Junior Team
  -  Chris Atkinson
  -  Conrad Rautenbach
  -  Sébastien Ogier
  -  Evgeny Novikov
- Munchi's Ford World Rally Team (Ford)
  -  Federico Villagra
  -  Matti Rantanen
  -  Mattias Therman
- Adapta World Rally Team (Subaru)
  -  Mads Østberg
- Petter Solberg World Rally Team (Citroën)
  -  Petter Solberg
- Prodrive (Subaru)
  -  Marcus Grönholm
- Van Merksteijn Motorsport (Ford)
  -  Peter van Merksteijn
  -  Peter van Merksteijn Jr

## Resultats
| Prova | Ral·li                                  | Podi | Podi               | Podi                 | Podi      |
| Prova | Ral·li                                  | Rank | Pilot              | Cotxe                | Temps     |
| ----- | --------------------------------------- | ---- | ------------------ | -------------------- | --------- |
| 1     | 2n Ral·li d'Irlanda                     | 1    | Sébastien Loeb     | Citroën C4 WRC       | 2:48:25.7 |
| 1     | 2n Ral·li d'Irlanda                     | 2    | Dani Sordo         | Citroën C4 WRC       | 2:49:53.6 |
| 1     | 2n Ral·li d'Irlanda                     | 3    | Mikko Hirvonen     | Ford Focus RS WRC 08 | 2:50:33.5 |
|       |                                         |      |                    |                      |           |
| 2     | 3r Ral·li de Noruega                    | 1    | Sébastien Loeb     | Citroën C4 WRC       | 3:28:15.9 |
| 2     | 3r Ral·li de Noruega                    | 2    | Mikko Hirvonen     | Ford Focus RS WRC 08 | 3:28:25.7 |
| 2     | 3r Ral·li de Noruega                    | 3    | Jari-Matti Latvala | Ford Focus RS WRC 08 | 3:29:37.7 |
|       |                                         |      |                    |                      |           |
| 3     | 37é Ral·li de Xipre                     | 1    | Sébastien Loeb     | Citroën C4 WRC       | 4:50:34.7 |
| 3     | 37é Ral·li de Xipre                     | 2    | Mikko Hirvonen     | Ford Focus RS WRC 08 | 4:51:01.9 |
| 3     | 37é Ral·li de Xipre                     | 3    | Petter Solberg     | Citroën Xsara WRC    | 4:52:24.1 |
|       |                                         |      |                    |                      |           |
| 4     | 43é Ral·li de Portugal                  | 1    | Sébastien Loeb     | Citroën C4 WRC       | 3:53:13.1 |
| 4     | 43é Ral·li de Portugal                  | 2    | Mikko Hirvonen     | Ford Focus RS WRC 08 | 3:53:37.4 |
| 4     | 43é Ral·li de Portugal                  | 3    | Dani Sordo         | Citroën C4 WRC       | 3:54:58.5 |
|       |                                         |      |                    |                      |           |
| 5     | 29é Ral·li de l'Argentina               | 1    | Sébastien Loeb     | Citroën C4 WRC       | 3:57:40.3 |
| 5     | 29é Ral·li de l'Argentina               | 2    | Dani Sordo         | Citroën C4 WRC       | 3:58:53.4 |
| 5     | 29é Ral·li de l'Argentina               | 3    | Henning Solberg    | Ford Focus RS WRC 08 | 4:01:44.4 |
|       |                                         |      |                    |                      |           |
| 6     | 6é Ral·li de Sardenya                   | 1    | Jari-Matti Latvala | Ford Focus RS WRC 08 | 4:00:55.7 |
| 6     | 6é Ral·li de Sardenya                   | 2    | Mikko Hirvonen     | Ford Focus RS WRC 08 | 4:01:25.1 |
| 6     | 6é Ral·li de Sardenya                   | 3    | Petter Solberg     | Citroën Xsara WRC    | 4:02:53.3 |
|       |                                         |      |                    |                      |           |
| 7     | 56é Ral·li d'Acròpolis                  | 1    | Mikko Hirvonen     | Ford Focus RS WRC 08 | 4:09:42.5 |
| 7     | 56é Ral·li d'Acròpolis                  | 2    | Sébastien Ogier    | Citroën C4 WRC       | 4:10:55.4 |
| 7     | 56é Ral·li d'Acròpolis                  | 3    | Jari-Matti Latvala | Ford Focus RS WRC 08 | 4:11:27.5 |
|       |                                         |      |                    |                      |           |
| 8     | 66é Ral·li de Polònia                   | 1    | Mikko Hirvonen     | Ford Focus RS WRC 08 | 3:07:27.5 |
| 8     | 66é Ral·li de Polònia                   | 2    | Dani Sordo         | Citroën C4 WRC       | 3:08:37.8 |
| 8     | 66é Ral·li de Polònia                   | 3    | Henning Solberg    | Ford Focus RS WRC 08 | 3:09:33.2 |
|       |                                         |      |                    |                      |           |
| 9     | 59é Ral·li de Finlàndia                 | 1    | Mikko Hirvonen     | Ford Focus RS WRC 08 | 2:50:40.9 |
| 9     | 59é Ral·li de Finlàndia                 | 2    | Sébastien Loeb     | Citroën C4 WRC       | 2:51:06.0 |
| 9     | 59é Ral·li de Finlàndia                 | 3    | Jari-Matti Latvala | Ford Focus RS WRC 08 | 2:51:30.8 |
|       |                                         |      |                    |                      |           |
| 10    | 20é Ral·li d'Austràlia                  | 1    | Mikko Hirvonen     | Ford Focus RS WRC 08 | 2:53:06.5 |
| 10    | 20é Ral·li d'Austràlia                  | 2    | Sébastien Loeb     | Citroën C4 WRC       | 2:53:54.0 |
| 10    | 20é Ral·li d'Austràlia                  | 3    | Dani Sordo         | Citroën C4 WRC       | 2:54:11.1 |
|       |                                         |      |                    |                      |           |
| 11    | 45é Ral·li RACC Catalunya-Costa Daurada | 1    | Sébastien Loeb     | Citroën C4 WRC       | 3:22:14.7 |
| 11    | 45é Ral·li RACC Catalunya-Costa Daurada | 2    | Dani Sordo         | Citroën C4 WRC       | 3:22:26.7 |
| 11    | 45é Ral·li RACC Catalunya-Costa Daurada | 3    | Mikko Hirvonen     | Ford Focus RS WRC 08 | 3:23:08.8 |
|       |                                         |      |                    |                      |           |
| 12    | 65é Ral·li de Gal·les                   | 1    | Sébastien Loeb     | Citroën C4 WRC       | 3:16:25.4 |
| 12    | 65é Ral·li de Gal·les                   | 2    | Mikko Hirvonen     | Ford Focus RS WRC 08 | 3:17:31.5 |
| 12    | 65é Ral·li de Gal·les                   | 3    | Dani Sordo         | Citroën C4 WRC       | 3:17:32.5 |